# Черноводск (Туркестанская область)
Черноводск (каз. Черноводск) — упразднённое село в Сайрамском районе Туркестанской области Казахстана. Входило в состав Жанаталапского сельского округа. В 2014 году включено в состав города Шымкент и исключено из учетных данных. Код КАТО — 515243400.

## Население
В 1999 году население села составляло 413 человек (194 мужчины и 219 женщин). По данным переписи 2009 года, в селе проживали 1224 человека (611 мужчин и 613 женщин).